# Tommy Henriksen
Tommy Henriksen (21 de febrero de 1964) es un músico estadounidense, reconocido por su trabajo con Alice Cooper y la banda Hollywood Vampires, además de haber sido miembro de la agrupación alemana Warlock. Tommy también ha grabado algunos álbumes en solitario. Como productor y compositor ha trabajado con artistas y bandas como Lady Gaga, Worry Blast, Meat Loaf, Lou Reed, Halestorm, Kesha y Daughtry.

## Discografía
- 1984 Ruffkut – Fight for the Right
- 1987 Warlock – Triumph and Agony
- 1989 Doro – Force Majeure
- 1993 War & Peace – Time Capsule
- 1993 George Lynch – Sacred Groove
- 1995 P.O.L. – P.O.L.
- 1996 P.O.L. – Sprockett
- 1999 Tommy Henriksen – Tommy Henriksen
- 2000 Tommy Henriksen – Selected Songs for a New Beginning
- 2002 Underground Moon – Underground Moon
- 2003 Boink! – Walk of Fame
- 2011 Tommy Henriksen – Bluto Nero
- 2011 Alice Cooper – Welcome 2 My Nightmare
- 2014 Tommy Henriksen – Tommy! Tommy!! Tommy!!!
- 2015 Hollywood Vampires – Hollywood Vampires